# Sierra Nevada University
La Sierra Nevada University, sigla SNU, un'esclusiva università privata statunitense fondata nel 1969 presso Incline Village, Nevada.
L'ateneo, che dispone di sedi minori anche a Reno e Las Vegas, si avvale di soli 1000 studenti ed offre diverse lauree triennali ed una specialistica. Il campus di Incline Village è situato al confine tra la California e il Nevada, presso le rive del lago Tahoe, una delle località più rinomate al mondo per la pratica di sport invernali e all'aperto. L'offerta accademica dispone infatti anche un corso di laurea in Business sciistico e management degli impianti invernali.
Secondo una classifica stilata da ESPN, la Sierra Nevada University è una tra le migliori cinque università americane per la pratica di sport invernali. The Eagles, le squadre di sci e di snowboard, sono nelle rispettive categorie gli attuali campioni degli Stati Uniti.
Con una retta annuale di $25.000 il Sierra Nevada College risulta essere l'istituzione più costosa dello stato del Nevada ed una delle più costose degli Stati Uniti.
SNU diventa tale nel 2020 dopo essersi chiamata Sierra Nevada College per più di 50 anni. Il 1º luglio 2022 è stata acquisita dall'Università del Nevada - Reno.

## Facoltà
- Arte
- Business
- Informatica
- Lettere e scienze sociali
- Scienze ambientali

## Laurea specialistica
- Abilitazione all'insegnamento

## Il Sierra Nevada College e il terremoto dell'Aquila
Dopo il terremoto dell'Aquila, il Sierra Nevada College fu tra le istituzioni accademiche statunitensi che decisero di aderire all'iniziativa della NIAF di conferire borse di studio in favore degli studenti del capoluogo abruzzese, la cui università era stata colpita dal sisma. L'ateneo americano decise infatti di finanziare 34 borse di studio, tra annuali e semestrali, destinate ai migliori studenti aquilani dopo che gli edifici della loro università d'origine erano stati seriamente danneggiati o interamente distrutti dal terremoto. La collaborazione andò avanti anche per l'anno successivo quando il Sierra Nevada College elargì borse di studio per altri dieci studenti abruzzesi.
L'iniziativa ebbe parecchio risalto presso le istituzioni italiane e locali coinvolgendo televisioni e giornali. Il Segretario di Stato americano Hillary Clinton espresse, in un messaggio televisivo, il ringraziamento ufficiale del governo statunitense a tutti gli atenei americani che si erano mobilitati per aiutare gli studenti dell'Aquila.